# Amtsanmaßung
Amtsanmaßung bezeichnet das unrechtmäßige Vornehmen einer Handlung, die nur von Amtspersonen vorgenommen werden darf.

## Tatbestand
Im deutschen Recht ist die Amtsanmaßung in § 132 StGB geregelt, der folgenden Wortlaut hat:
Der Tatbestand besteht zwar aus zwei Tatbestandsalternativen, jedoch stellt die erste Alternative einen Unterfall der zweiten Alternative dar („Spezialitätsverhältnis mit Vorrang der ersten Handlungsform“).
Das öffentliche Amt bezieht sich auf die Tätigkeit als Amtsträger für die Staatsgewalt, also im Dienste von Bund oder Ländern. Umstritten ist, ob auch Anwälte unter das öffentliche Amt fallen. Notwendig ist allein, dass konkret die Funktionsträgerschaft nach außen hin erkennbar wird. Allgemein erklärte Funktionen genügen nicht.
Möglich ist in beiden Tatbestandsalternativen, dass ein legitimer Amtsträger seine Kompetenzen überschreitet und dadurch selbst eine Amtsanmaßung begeht. Das „Befassen“ bezieht sich auf die Ausübung einer Handlung, die er in der vermeintlichen Eigenschaft ausübt. Wer seine Handlung nicht durch die vorgetäuschte Amtsträgerschaft legitimiert, begeht jedoch die zweite Tatbestandsalternative.
In der zweiten Tatbestandsalternative wird verlangt, dass eine Handlung vorgenommen wird, die nur durch die staatliche Gewalt, also kraft öffentlichen Amtes, vorgenommen werden darf.
Das Tatbestandsmerkmal „unbefugt“ ist kein Element der Rechtswidrigkeit, sondern echtes Tatbestandsmerkmal, auf das sich auch der Vorsatz erstrecken muss. Dabei kommt es nur auf die tatsächliche Verleihung der Befugnisse an. Wer zum Tatzeitpunkt legitim handelt, kann sich nicht wegen Amtsanmaßung strafbar machen, auch wenn er einen späteren Entzug der Amtsgewalt bereits vorausahnt oder sogar zu vertreten hat. Das trifft vor allem auf die Fälle zu, in denen der Beamtenstatus nicht wirksam verliehen wurde oder später mit Wirkung von Anfang an vernichtet wird.
Bedingter Vorsatz ist für beide Tatbestandsalternativen ausreichend. Der Versuch ist nicht strafbar, da es sich bei § 132 StGB um ein Vergehen handelt und nach § 23 StGB der Versuch eines Vergehens nur strafbar ist, sofern das Gesetz dies ausdrücklich bestimmt. Dies liegt hier nicht vor.
Teilweise wird behauptet, dass es sich bei der Amtsanmaßung um ein sogenanntes eigenhändiges Delikt handelt. Die herrschende Meinung nimmt an, dass Teilnahme, Mittäterschaft und mittelbare Täterschaft bei der Amtsanmaßung möglich sind.
Amtsanmaßung ist kein Amtsdelikt, sondern richtet sich gegen die Autorität der staatlichen Gewalt.
Der Missbrauch von Titeln, Berufsbezeichnungen und Abzeichen nach § 132a StGB ist keine Privilegierung des Tatbestandes von § 132, sondern eigenständiger Tatbestand. Beide Delikte können jedoch tateinheitlich zusammentreffen.

## Beispiele
- Eine Zivilperson, die eine Polizeiuniform trägt und den Verkehr regelt, macht sich wegen Amtsanmaßung strafbar.
- Aufstellen amtlicher Verkehrszeichen durch eine Privatperson[2][3]
- Ein Soldat im Range eines Obergefreiten der Bundeswehr, der sich die Dienstgradschlaufen eines dienstgradgruppenhöheren Dienstgrades anlegt und anderen Soldaten innerhalb eines militärischen Sicherheitsbereiches Befehle erteilt, macht sich nach § 38 Wehrstrafgesetz, aber nicht wegen Amtsanmaßung strafbar, da die militärische Befehlsgewalt kein Amt ist; dagegen kann ein Zivilist in diesem Fall nur für das unbefugte Tragen der Uniform nach § 132a StGB bestraft werden, es sei denn, dass er Amtshandlungen vornimmt, siehe auch Hauptmann von Köpenick.
- Wer sich zu Unrecht als „Beamter“ ausgibt, macht sich nicht strafbar, weil Beamter keine ausreichend konkrete Bezeichnung für ein öffentliches Amt ist.
- Belässt es der Täter dabei, sich als Amtsinhaber auszugeben, ohne eine Diensthandlung vorzunehmen, so ist der Tatbestand nicht erfüllt.[4]
- 1969 erschien das Buch 13 unerwünschte Reportagen von Günter Wallraff. Es enthält Reportagen, die er mittels investigativem Journalismus erstellte: beispielsweise schlüpfte er in die Rolle eines Alkoholikers in einer psychiatrischen Klinik, eines Obdachlosen, eines Studenten auf Zimmersuche sowie eines potenziellen Napalmlieferanten für die US-Armee. Nach der Veröffentlichung des Buches wurde er wegen Amtsanmaßung angeklagt, weil er sich bei verschiedenen Unternehmen am Telefon als „Ministerialrat Kröver von einem Zivilausschuss des Bundesinnenministeriums“ ausgegeben hatte. Das Amtsgericht Frankfurt am Main sprach ihn am 9. Dezember 1969 frei, weil er „mit seiner Berufung auf ein Informations- oder Notwehrrecht einem ‚Tatbestandsirrtum‘ unterlegen sei, der den strafbaren Vorsatz ausschließe“.[5]

## Österreich
Amtsanmaßung wird nach § 314 Strafgesetzbuch mit Freiheitsstrafe bis zu sechs Monaten oder Geldstrafe bestraft.

## Organisationslehre
In der Organisationslehre kennt man das Kongruenzprinzip der Organisation. Es besagt, dass Aufgaben, Kompetenzen, Verantwortung und Informationen an nachgeordnete Stellen deckungsgleich übertragen werden müssen. Geschieht das nicht und übt ein Aufgabenträger außerhalb seines Aufgabengebiets Kompetenzen aus, die er nicht besitzt, dann spricht man von organisatorischer „Amtsanmaßung“.